# Temple de Plaosan

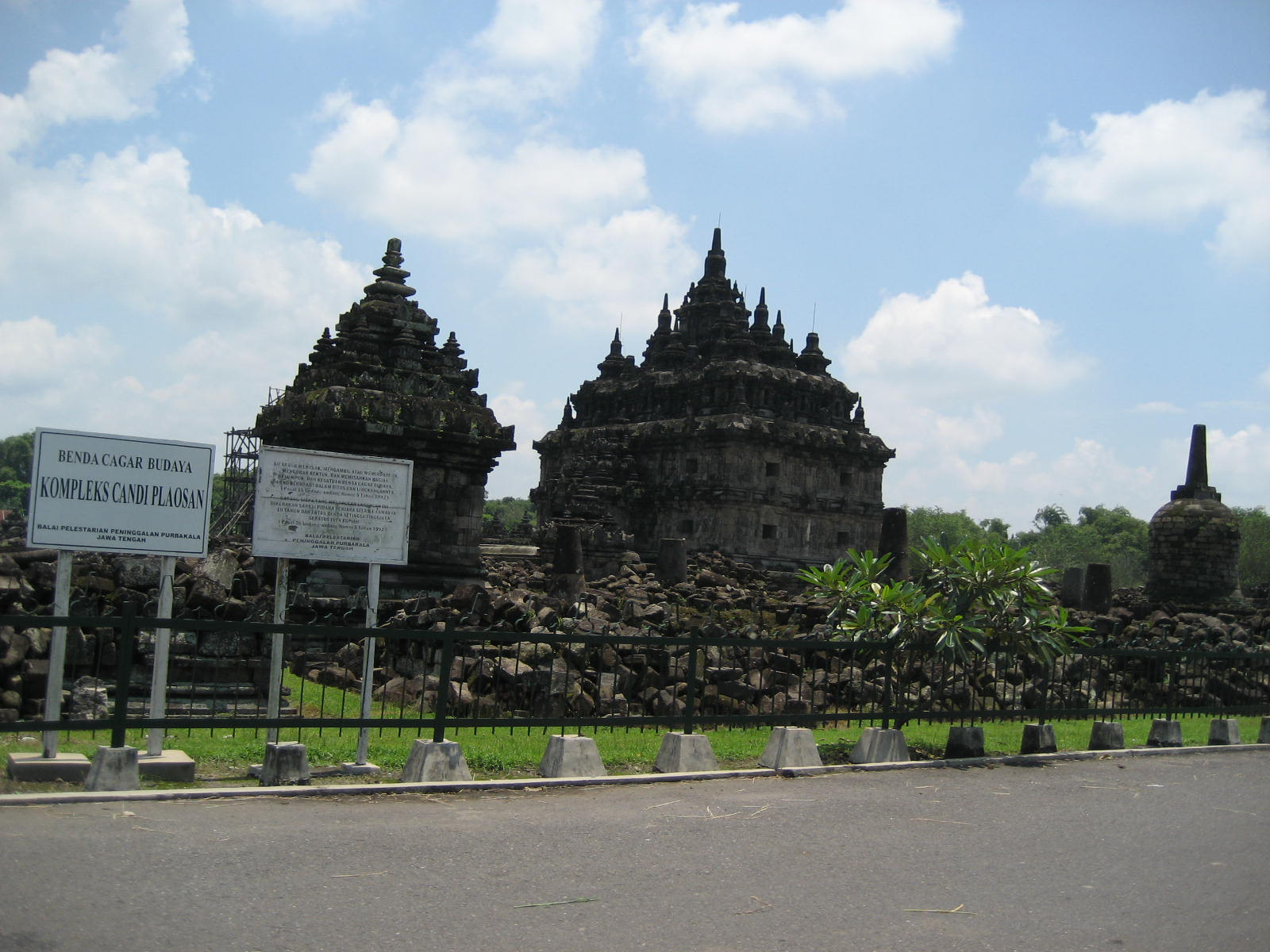
Plaosan, côté nord

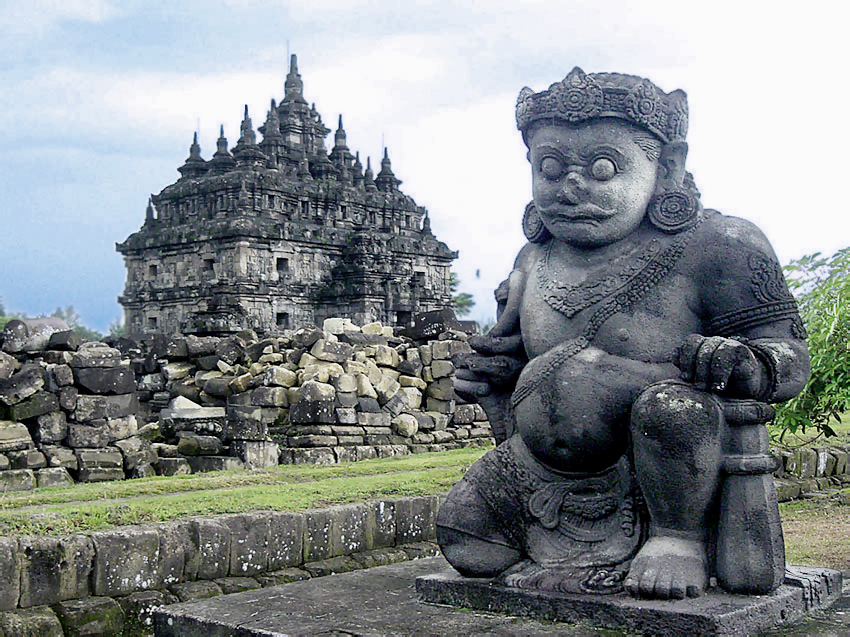
Un dvarapala, divinité gardienne du temple de Plaosan (2007)

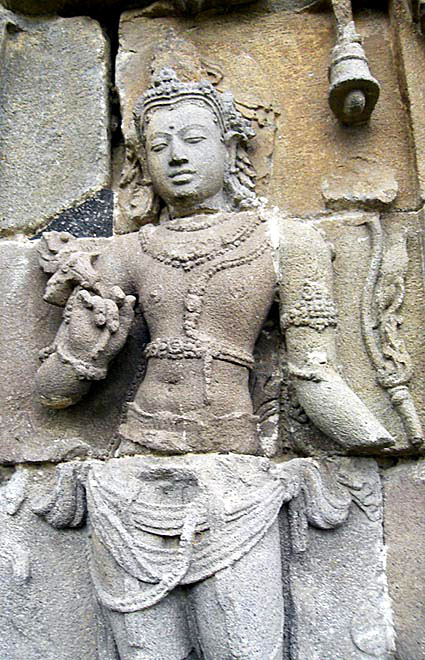
Avalokiteśvara dans le temple principal

Le temple de Plaosan (Candi Plaosan en indonésien) est un sanctuaire bouddhique situé dans le village de Bugisan, non loin du temple de Prambanan, dans la province indonésienne de Java central, à 1 km de la route de Yogyakarta à Solo.
Il daterait du IXe siècle.